# Zouzouï
Zouzouï est une localité du Cameroun située dans la commune de Kaélé, le département du Mayo-Kani et la Région de l'Extrême-Nord, à 6km à l'Est de la Nationale N1. Cette localité est dominée par les Guiziga repartis comme suit: les guiziga "zouzoui", les premiers occupants de ce territoire, et les autres.

## Localisation
Zouzouï est localisé à 10° 20′ 08″ Nord de latitude et 14° 17′ 38″ Est de longitude.

## Climat
Climat : steppe. Type selon Classification de Köppen : BSh. Température annuelle moyenne : 28,2 °C. Précipitations annuelles moyennes : 813 mm.

## Agriculture
L'Agriculture dans cette zone est beaucoup centrée sur la culture des céréales: sorgho, mille jaune,sésame, haricot blanc, ... et en petite partie l'arachide et le poix de terre.